# Matteo 28

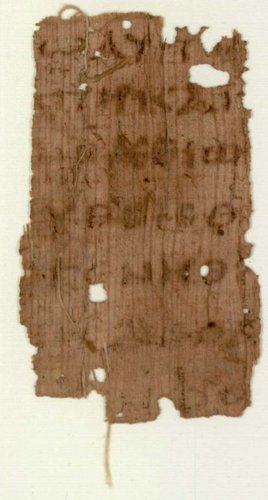
Matteo 28,2-5 sul Papiro 105, V/VI secolo.

Matteo 28 è il ventottesimo e ultimo capitolo del vangelo secondo Matteo nel Nuovo Testamento. Questo capitolo riguarda la Risurrezione di Gesù e la Grande Missione data dal risorto agli apostoli.

## Testo
Il testo originale era scritto in greco antico. Il capitolo è diviso in 20 versetti.

### Testimonianze scritte
- Codex Vaticanus (~325-350)
- Codex Sinaiticus (~330-360)
- Codex Bezae (~400)
- Codex Washingtonianus (~400)
- Codex Alexandrinus (~400-440)
- Codex Ephraemi Rescriptus (~450; versetti 1-14)
- Papiro 105 (V/VI secolo; versetti 2-5).
- Codex Purpureus Rossanensis (VI secolo)

## Descrizione
La prima parte, da 28,1 a 28,10, riporta la visita di Maria Maddalena e delle "altre Marie" (Maria madre di Giacomo e di Alfeo, la madre di Giacomo e Giuseppe in Matteo 27,56) alla tomba di Gesù. Qui trovano un angelo che, dopo aver reso innocue le guardie, apre la tomba. L'angelo parla alle donne dicendo che il luogo in cui "il Signore" si trova non è quello, e discendo di dire ai discepoli della sua risurrezione. Mentre stanno tornando dai discepoli, le donne incontrano Gesù risorto.
Nella seconda parte, le guardie ritornano a Gerusalemme, dove riportano ai capi dei sacerdoti gli eventi accaduti e per tutta risposta i sacerdoti incolpano le guardie di mentire e di essersi lasciati sopraffare dai discepoli che ne hanno rubato quindi il corpo.
Nella terza parte, Gesù appare ai discepoli in Galilea e da loro la Grande Missione con la formula trinitaria dibattuta da molti studiosi.
Il Textus Receptus termina il racconto al versetto 20 con la parola greca Ἀμήν, Amen, ma la maggior parte dei testi antichi e moderni non includono questa parola alla fine. Il Pulpit Commentary suggerisce che tale "parola sia una interpolazione in quel punto".

## Fonti
Matteo 28 si basa sul medesimo materiale di fonti proposto da Marco 16, Luca 24 e Giovanni 20 negli altri vangeli. Ad ogni modo gli studiosi hanno analizzato il fatto che sia Matteo che Giovanni hanno ad ogni modo utilizzato anche materiali sulla risurrezione non utilizzati dagli altri evangelisti.
Il rapporto delle guardie è peculiare in Matteo, ma si ricongiunge con quanto riportato alla fine di Matteo 27. Il ruolo delle donne, dell'angelo e dell'apparizione poi di Gesù alle donne stesse ha un valore chiaramente apologetico contro coloro che all'epoca della scrittura del vangelo si opponevano ai cristiani e ovviamente criticavano l'idea della risurrezione di Cristo.
L'incontro finale di Gesù coi discepoli e la Grande Missione è presente in tutti e quattro i vangeli, ma con diverse variazioni. In Luca l'incontro avviene a Gerusalemme come pure in Giovanni. Marco non da resoconto del luogo, mentre Matteo indica la Galilea come luogo dell'apparizione.